# Холуная (приток Кобры)

Холуная — река в России, протекает в Нагорском районе Кировской области. Устье реки находится в 108 км по левому берегу реки Кобра. Длина реки составляет 30 км, площадь водосборного бассейна 124 км².
Исток реки на Северных Увалах в лесах в 9 км к юго-востоку от посёлка Крутой Лог (Синегорское сельское поселение). Река течёт на север по ненаселённому лесу, впадает в боковую протоку Кобры в 6 км к юго-востоку от посёлка Кобра (центр Кобринского сельского поселения).

## Данные водного реестра
По данным государственного водного реестра России относится к Камскому бассейновому округу, водохозяйственный участок реки — Вятка от истока до города Киров, без реки Чепца, речной подбассейн реки — Вятка. Речной бассейн реки — Кама.
По данным геоинформационной системы водохозяйственного районирования территории РФ, подготовленной Федеральным агентством водных ресурсов:
- Код водного объекта в государственном водном реестре — 10010300212111100031020
- Код по гидрологической изученности (ГИ) — 111103102
- Код бассейна — 10.01.03.002
- Номер тома по ГИ — 11
- Выпуск по ГИ — 1